# بورونية منشارية
بورونية منشارية (الاسم العلمي: Boronia serrulata) هي نوع من النباتات تتبع جنس البورونية من الفصيلة السذابية.